# Головачёв, Александр Алексеевич
Алекса́ндр Алексе́евич Головачёв (27 ноября [10 декабря] 1909 года — 6 марта 1945 года) — участник Советско-финской и Великой Отечественной войн, командир 23-й гвардейской мотострелковой бригады (7-го гвардейского танкового корпуса, 3-й гвардейской танковой армии, 1-го Украинского фронта), дважды Герой Советского Союза, гвардии полковник.

## Биография
А. А. Головачёв родился 27 ноября (10 декабря) 1909 года в селе Любохна Брянского уезда Орловской губернии (ныне посёлок городского типа в Дятьковском районе Брянской области), в семье рабочего.
В армии с 1929 года. Член ВКП(б) с 1931 года. В 1932 году закончил объединённую военную школу имени ВЦИК РСФСР.
В 1939—1940 участвовал в советско-финской войне.
С 1941 года Головачёв на фронтах Великой Отечественной войны, с марта 1942 года командир 1326-го стрелкового полка 415-й стрелковой дивизии, а с августа 1942 года — 52-й мотострелковой бригады 15-го танкового корпуса 3-й танковой армии. За отличие в боях в феврале 1943 года бригада под командованием Головачёва переименована в 23-ю гвардейскую мотострелковую бригаду 7-го гвардейского танкового корпуса 3-й гвардейской танковой армии.
Успехи и подвиги бригады полковника Головачёва во время Львовско-Сандомирской операции были по заслугам отмечены указом Президиума Верховного Совета СССР от 23 сентября 1944 года. Этим указом командиру 23-й гвардейской мотострелковой бригады гвардии полковнику Головачёву Александру Алексеевичу присвоено звание Героя Советского Союза с вручением ордена Ленина и медали «Золотая Звезда» (№ 4659). Вместе с ним были удостоены этого высокого звания ещё 14 воинов бригады.

В районе Лаубан против 23-й гвардейской мотострелковой бригады стали действовать свежие гитлеровские части. Начался ожесточённый неравный бой. Напирали немцы и на наши фланги, но мы решили помочь Александру Алексеевичу. Захватив с собой небольшую группу автоматчиков, мчусь на всех парах к нему. Меня встречает начальник штаба гвардии полковник Е. П. Шаповалов. Обстановка здесь гораздо тяжелее, чем я предполагал. Чуть ли ни каждый сантиметр простреливается гитлеровцами.

— А где Головачёв? — спрашиваю.

— Вон там, — с тревогой указывает Евгений Петрович на маленький бугорок с кустарником. — Вы же его знаете, — добавляет полковник, как бы защищаясь…

Из кустарника вниз по лощине бьёт «максим». Между одной очередью и другой слышу знакомый голос: «Ещё? Битте!», «Ещё? Битте!»
— Слюсаренко З. К.
6 марта 1945 года гвардии полковник Головачёв А. А. погиб в бою во время битвы за Лаубан в Силезии в районе Логау (ныне Логов, Польша) в результате ранения осколком вражеского снаряда. Похоронен в городе Васильков Киевской области Украины.
Указом Президиума Верховного Совета СССР от 6 апреля 1945 года командир 23-й гвардейской мотострелковой бригады, Герой Советского Союза, гвардии полковник Головачёв Александр Алексеевич посмертно награждён второй медалью «Золотая Звезда».
После смерти Головачёва бригаду возглавил Герой Советского Союза Евгений Петрович Шаповалов.

## Награды
- Медаль «Золотая Звезда» Героя Советского Союза № 4659 (23.09.1944).
- Медаль «Золотая Звезда» Героя Советского Союза (06.04.1945).
- Орден Ленина (23.09.1944).
- Три ордена Красного Знамени (21.07.1942, 04.08.1943, 03.01.1944).
- Два ордена Суворова II-й степени (31.03.1943, 10.01.1944).
- Орден Красной Звезды (1944).
- Медаль «За оборону Москвы» (1944).

## Память
- На родине дважды Героя, в посёлке Любохна, в 1951 году был установлен его бронзовый бюст[2]. Местная средняя школа также носит его имя.
- Именем Героя названа улица в Москве, на которой находится военное училище, где обучался Головачёв. Также в Москве в честь него названа средняя школа № 460.
- Его имя носит пассажирский теплоход, ныне принадлежащий Нижнекамской туристической фирме.
- В 1978 году издан художественный маркированный конверт, посвящённый герою.
- Средняя школа № 32 г. Харькова носит его имя.
- Именем А.А. Головачёва названа одна из улиц в Буда-Кошелёво.
- Именем А.А. Головачёва назван переулок в Алексеевке, в освобождении которой он участвовал в январе 1943, в ходе Острогожско-Россошанской операции Воронежского фронта.